# Lamin N. Dibba
Lamin Ndambu Dibba (* Mitte 1940er in Salikene, Central Baddibu; † 14. November 2020) war ein Politiker im westafrikanischen Staat Gambia. Ab Juni 2018 bis März 2019 war er Minister für Landwirtschaft (englisch Minister of Agriculture) im Kabinett Adama Barrow I.

## Leben
Dibba engagierte sich in der United Democratic Party (UDP) und war Propaganda-Sekretär der Partei. Im April 2016 wurde Dibba mit anderen Oppositionspolitikern der UDP nach einer Demonstration in Haft genommen. Am 1. Februar 2017 ernannte der neu gewählte Präsident Adama Barrow Dibba als Minister in sein Kabinett.
Bei einer größeren Kabinettsumbildung am 29. Juni 2018 wurde er Minister für Landwirtschaft (englisch Minister of Agriculture). Am 15. März 2019 wurde er bei einer kleinen Kabinettsumbildung aus dem Kabinett entlassen.
Bis zu seinem Tode Mitte November 2020 war er leitender Verwaltungssekretär der UDP.